# Südliche Puppenschnecke
Die Südliche Puppenschnecke (Lauria sempronii), auch Zierliche Schillerschnecke genannt, ist eine landlebende Schneckenart aus der Familie der Lauriidae.

## Merkmale
Das Gehäuse ist nur 3 bis 3,2 mm hoch und 1,5 mm breit (dick). Es ist schlank-oval mit einem stumpfen Apex. Die fünf bis sechs Umgänge sind mäßig gewölbt. Die Schale ist rötlichbraun gefärbt, sehr dünn und durchscheinend. Die Mündung ist oval mit einem umgeschlagenen, schmalen Mundsaum. Die Lippe ist relativ schmal und dünn. Der Angularzahn ist sehr klein oder fehlt völlig.

## Ähnliche Arten
Es ist dem Gehäuse der Genabelten Puppenschnecke (Lauria cylindracea) sehr ähnlich, jedoch noch kleiner und etwas schmaler als diese Art. Die Umgänge sind gewölbter und eine basale Kante fehlt. Die Lippe der Mündung ist schmaler und der Angularzahn ist, wenn überhaupt vorhanden, nicht mit der Außenlippe verbunden.

## Geographisches Verbreitung und Lebensraum
Die Südliche Puppenschnecke kommt in Katalonien, Süd- und Ostfrankreich (hauptsächlich in den Pyrenäen und den französischen Alpen) vor. Das Vorkommen zieht sich weiter in die Südschweiz (Wallis, Tessin), Norditalien, Apennin, Süditalien bis nach Österreich. Einzelne Vorkommen gibt es auch in England, wobei frühere Vorkommen möglicherweise bereits ausgestorben sind. Die Art wird auch von den Kanarischen Inseln und Albanien gemeldet.
Sie lebt bevorzugt im Wald, an alten Mauern, die mit Moos bewachsen sind, eher seltener auf Baumstümpfen, die mit Moos bewachsen sind. Die Habitate liegen in höheren Regionen, jedoch selten über 1000 m über NN.

## Lebensweise
Über die Lebensweise der Art ist so gut wie nichts bekannt. Sie dürfte jedoch ähnlich sein wie bei der nahe verwandten Genabelten Puppenschnecke (Lauria cylindracea), die in dieser Hinsicht etwas besser untersucht ist. Die zwittrigen Tiere sind ovovivipar, d. h. die Eier werden in der Mantelhöhle zurückgehalten, bis die Jungschnecken schlüpfen. Sie „gebären“ also voll entwickelte, sehr wenige Junge. Die Genabelte Puppenschnecke wächst nur sehr langsam, braucht zwei Jahre bis zur Geschlechtsreife und wird etwa fünf Jahre alt. Pro Brutsaison werden nur maximal sechs Jungen geboren.

## Taxonomie
Das Taxon wurde 1837 von Johann von Charpentier als Pupa (Sphyradium) Sempronii erstmals beschrieben. Der Holotyp stammt von Gondo am Simplon-Pass (Kanton, Wallis, Schweiz). Es wird heute übereinstimmend in die Gattung Lauria Gray, 1840 gestellt.

## Gefährdung und Schutz
Die Art ist in vielen Regionen gefährdet (z. B. Schweiz), in Österreich möglicherweise bereits ausgestorben. Auch in England wurde angenommen, dass die Population in Gloucestershire erloschen wäre. Es wurden jedoch neue Vorkommen gefunden.

## Belege